# Храм Николы Чудотворца (Устьяново)
Храм святителя Николы Чудотворца (Никольская церковь) — старообрядческий православный храм в деревне Устьяново Орехово-Зуевского городского округа Московской области. Относится к Московской епархии Русской православной старообрядческой церкви. Памятник архитектуры регионального значения.

## История
Первым документальным упоминанием старообрядческой моленной в Устьянове является «Ведомость о состоящих в Москве и в губернии старообрядческих и раскольнических часовнях и молельнях» 1826 года. В различных источниках 1850—1860-х годов в деревне упоминается моленная, устроенная без престола. В 1892 году устьяновская общественная моленная уничтожена пожаром. Идёт ли в источниках 1826—1892-х годах речь об одном здании или моленные со временем сменяли друга друга, с уверенностью сказать нельзя.
В документах Московской духовной консистории за 1896 год упоминается, что устьяновские старообрядцы собираются в доме Павла Терентьева Ефимова, который «…имеет для них значение общественной моленной…». Осенью 1901 года старообрядчество общество просило разрешение на превращение в моленную дома, принадлежащего крестьянину Якову Григорьеву Сорокину.
В 1906 году старообрядцам была дарована свобода вероисповедания, поэтому в ноябре 1908 года устьяновские старообрядцы подают прошение в Московское губернское правление с просьбой разрешить перестроить (фактически построить) деревянный храм. В мае 1910 года они также просят разрешение на постройку каменной колокольни. Деньги на строительство выделила Федосья (Феодосия) Ермиловна Морозова. Проекты храма и колокольни подготовил Николай Григорьевич Мартьянов. 20 июня 1910 года (по старому стилю) состоялась закладка здания храма. Его освящение 18 сентября 1911 года совершили епископ Рязанский и Егорьевский Александр (Богатенко) и епископ Одесский и Измаильский Кирил (Политов). Настоятелем храма был отец Трифилий Емельянов.
С октября 1913 года настоятелем был Иаков Архипович Баранов. 26 апреля 1914 года община получила государственную регистрацию. Вскоре она приступила к строительству современного каменного храма. Деньги на его строительство всё также выделила Федосья Ермиловна Морозова, а проект всё также подготовил Н. Г. Мартьянов. Торжество закладки состоялось 13 июля 1914. Церемонию возглавил архиепископ Иоанн (Картушин). Сведений об освящении не сохранилось.
С 1926 года настоятелем был Фёдор Александрович Грунин. В 1930-х годах его приговорили к 10-ти годам лагерей по 58-й статье, где он и погиб. Второй священник Василий Зотович Кузнецов расстрелян. Церковь временно закрыли. В начале 1945 года богослужения возобновились, а настоятелем стал Глеб Иванович Власов, отбывший наказание по 58-й статье. 16 ноября 1950 года власти «предложили» отцу Глебу в течение 24 часов покинуть Московскую область. В 1951—1953 годах настоятелем был священник Василий Иванович Тихонов, которого затем сменил Иван Иванович Лоскутов. В 1960-х годах служил Авраамий Панин, которого 17 июня 1969 года извергли из сана. В 1977—1983 годах — отец Пётр Половинкин, с 1999 года — отец Алексей Михеев.